# Декемврийски момчета
„Декемврийски момчета“ (на английски: December Boys) е австралийска драма от 2007 г. на режисьора Роб Харди. Сценарият е адаптиран от Марк Розънбърг по едноименния роман от 1963 г., написан от Майкъл Нунън. Във филма участват Даниел Радклиф, Лий Корми, Джак Томпсън, Виктория Хил и Тереза Палмър. Премиерата е на 14 септември 2007 г. в САЩ и Великобритания и на 20 септември 2007 г. в Австралия.